# Burg Starkenstein
Die Burg Starkenstein war eine Höhenburg zwischen Stein und Starkenbach im Kanton St. Gallen in der Schweiz. Die Burg wurde vom Volk «Stein» genannt. Der Name ging später auf einen tiefer unten gelegenen Hof und dann auf das angrenzende Dorf Stein über.

## Lage

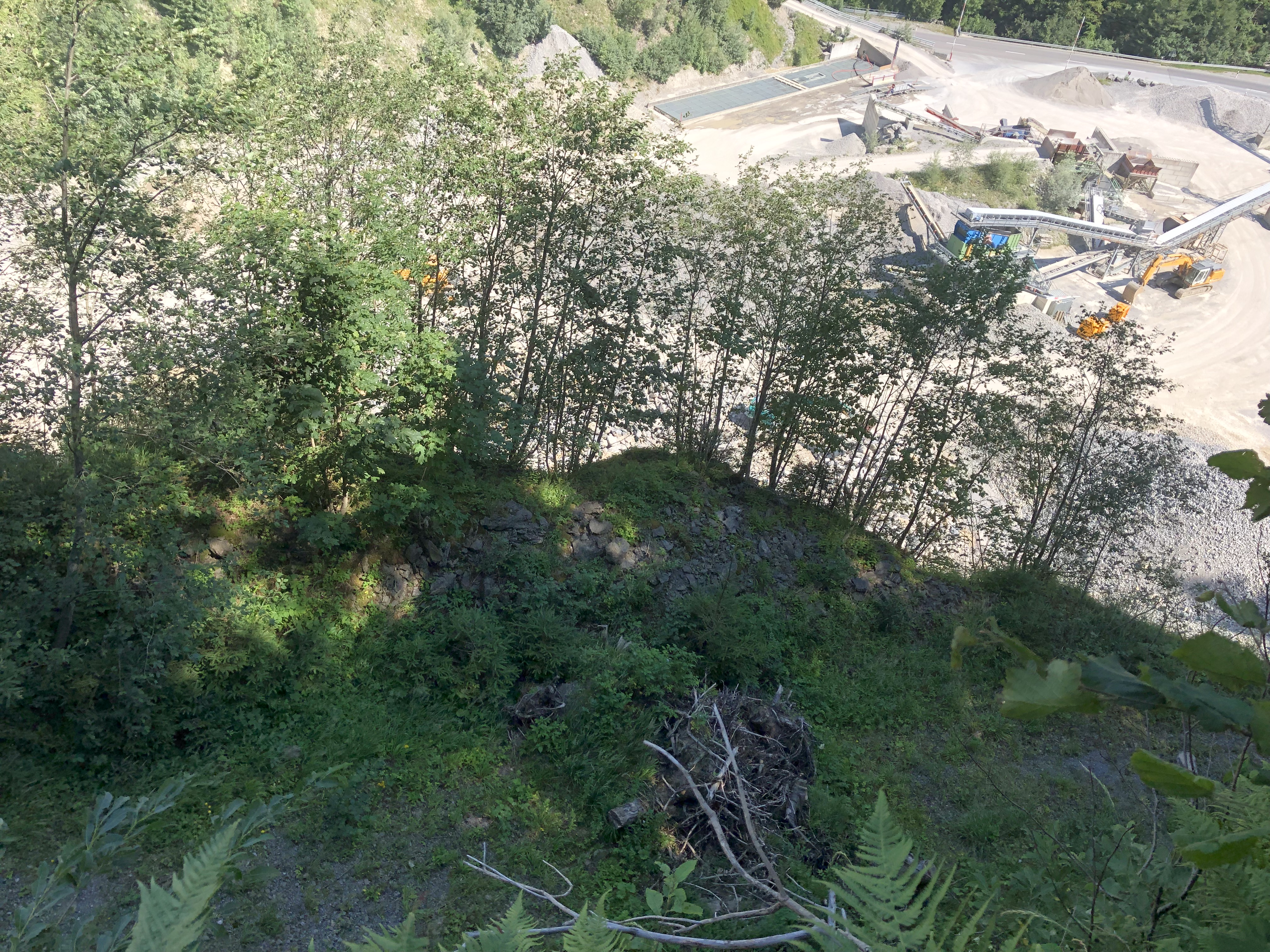
Ungefähre Lage der Burg. Im Hintergrund die Kiesgrube.

Die Burg lag am Südufer der Thur bei der Verengung des Rotensteins im Nordosten und des Mittagberges im Südwesten.

## Geschichte
Erbaut wurde Starkenstein im 13. Jahrhundert (erstmals erwähnt 1329) durch die Grafen von Montfort (Starkenstein = sinngemäss Montfort). Sie war 1390 im Besitz der Grafen von Werdenberg und wurde 1395 an Herzog Friedrich von Österreich verpfändet. Danach folgten mehrfache Pfandwechsel, unter anderem 1414 an die Grafen von Toggenburg und 1436 an das Kloster St. Johann. 1468 wurde sie als Burgstall bezeichnet. Es gab Freilegungsarbeiten 1938/39 und archäologische Sondierungen 1950 sowie Rettungsgrabungen 1954/55.
Durch Kiesabbau wurde die Burg nach 1955 zerstört. Auch vom Bergfried mit 7,8 m Kantenlänge und 2,3 m starken Wänden hat sich nichts mehr erhalten.